# والتر م تشاندلر
والتر م تشاندلر (بالإنجليزية: Walter M. Chandler)‏ (و. 1867 – 1935 م) هو سياسي، ومحامي من الولايات المتحدة الأمريكية . تولى منصب أعضاء مجلس النواب الأمريكي .
وهو عضو في الحزب الجمهوري .

## التعليم
تعلم في جامعة ميشيغان.